# Kengo Ota
Kengo Ota (太田 賢吾 Ota Kengo?), född 16 november 1995 i Kanagawa prefektur, är en japansk fotbollsspelare.
Ota började sin karriär 2018 i Grulla Morioka (Iwate Grulla Morioka). Han spelade 28 ligamatcher för klubben.